# تارا دیویس-وودهال
تارا دیویس-وودهال (انگلیسی: Tara Davis-Woodhall؛ زادهٔ ۲۰ مهٔ ۱۹۹۹) ورزشکار پرش طول اهل ایالات متحده آمریکا است.
وی در مسابقات کشوری و بین‌المللی در مجموع برندهٔ ۵ مدال طلا، ۲ مدال نقره، ۱ مدال برنز شده است.